# Юніорська збірна Чехії з хокею із шайбою
Юніорська збірна Чехії з хокею із шайбою (чеськ. Česká hokejová reprezentace do 18 let) — національна юніорська команда Чехії, що представляє країну на міжнародних змаганнях з хокею із шайбою. Опікується командою Асоціація хокею Чехії, команда постійно бере участь у чемпіонаті світу з хокею із шайбою серед юніорських команд.

## Досягнення
- Меморіал Івана Глінки (1 раз) — 2016.

## Результати

### Чемпіонат Європи до 18/19 років
| - 1993 — 3 місце - 1994 — 3 місце - 1995 — 5 місце - 1996 — 5 місце - 1997 — 5 місце - 1998 — 4 місце |

### Чемпіонати світу з хокею із шайбою серед юніорських команд
- 1999 — 5 місце
- 2000 — 6 місце
- 2001 — 4 місце
- 2002 —  3 місце
- 2003 — 6 місце
- 2004 —  3 місце
- 2005 — 4 місце
- 2006 —  3 місце
- 2007 — 9 місце
- 2008 — 1 місце Дивізіон І Група А
- 2009 — 6 місце
- 2010 — 6 місце
- 2011 — 8 місце
- 2012 — 8 місце
- 2013 — 7 місце
- 2014 —  2 місце
- 2015 — 6 місце
- 2016 — 7 місце
- 2017 — 7 місце
- 2018 — 4 місце
- 2019 — 6 місце
- 2021 — 7 місце
- 2022 — 4 місце
- 2023 — 7 місце
- 2024 — 6 місце
- 2025 — 7 місце